# Holbeinstraße (München)
Die Holbeinstraße ist eine Innerortsstraße im Stadtteil Bogenhausen von München.

## Verlauf
Die Straße führt durch das Ensemble Altbogenhausen. Sie zweigt auf Höhe Ismaninger Straße 65 rechtwinklig von dieser nach Osten ab, wird bis zur Schumannstraße von gründerzeitlicher Mietshausbebauung gesäumt, auf der Nordseite bis zur Lamontstraße von Verwaltungs- und Geschäftsgebäuden (ehemalige Landesversicherungsanstalt, jetzt gewerblich genutzt). Östlich der Lamontstraße ist die Holbeinstraße mit Villen bebaut. Ab der Possartstraße ist ihr Verlauf um einige Meter nach Süden versetzt; an der Nordseite folgt die Freifläche des Shakespeareplatzes. Zwischen Keplerstraße und dem Straßenende an der Beetzstraße folgt wieder beidseitige Villenbebauung. Dem Ende der Straße gegenüber liegt das Grundstück des Max-Josef-Stifts. An der Stelle des kriegsbeschädigten Hauses Nr. 16 wurde um 1954 ein fünfstöckiges Wohnhaus errichtet.

## Bezeichnung
Die erst nach der Eingemeindung Bogenhausens im Jahr 1892 im Zug der flächenhaften Bebauung des östlichen Bogenhausen auf Grund der Stadterweiterungsplanung unter Theodor Fischer ausgebaute Straße trägt ihre Bezeichnung nach dem Maler Hans Holbein dem Jüngeren. Die Benennung der Straße geht auf das Jahr 1899 zurück.

## Baudenkmäler in der Holbeinstraße
- Nr. 1 Mietshaus, neubarocker Eckbau mit Eckturm, 1901 von Max Kirschner und Sigmund Waidenschlager
- Nr. 2 neubarockes Mietshaus mit Eckturm, 1903 von Georg Müller
- Nr. 3/5 Doppelmietshaus, Jugendstil mit Loggien-/Balkongruppe, von Max Kirschner, 1909/10
- Nr. 4 Mietshaus, Jugendstil, von Sigmund Waidenschlager und Max Kirschner, 1907
- Nr. 6 Mietshaus, Jugendstil, von Sigmund Waidenschlager und Max Kirschner, 1907
- Nr. 7 Mietshaus, Jugendstil, von Emil Ludwig, 1903
- Nr. 8 Mietshaus, Jugendstil, von Sigmund Waidenschlager und Max Kirschner, 1907: Bemerkenswert die sehr deutliche Aufgliederung des Hauses in den Teil, der Treppenhaus und Wirtschaftsräume enthält (links) und den Trakt mit den repräsentativen Wohnräumen (rechts).[4]
- Nr. 9 ehemalige Landesversicherungsanstalt von Oberbayern, 1905, von Heilmann & Littmann
- Nr. 10 Mietshaus, Jugendstil, von Paul Vincent Paravicini, 1900 für den Direktor Gustav Nassauer errichtet. Eines der frühen vollkommen unhistorischen, betont und eigenwillig asymmetrischen Wohnhäuser in München.[5][6]
- Nr. 12 Mietshaus, Jugendstil, von Lorenz Kirschner, 1911
- Nr. 14 Mietshaus, Jugendstil-Eckbau, von Sigmund Waidenschlager, 1910
- Nr. 17 Villa, um 1910
- Nr. 22/24 Doppelmietshaus in barockisierenden Formen, um 1910/20
- Nr. 26 Villa, Walmdach-Eckbau in historisierenden Formen, Anfang 20. Jh.

- siehe auch: Liste der Baudenkmäler in Bogenhausen

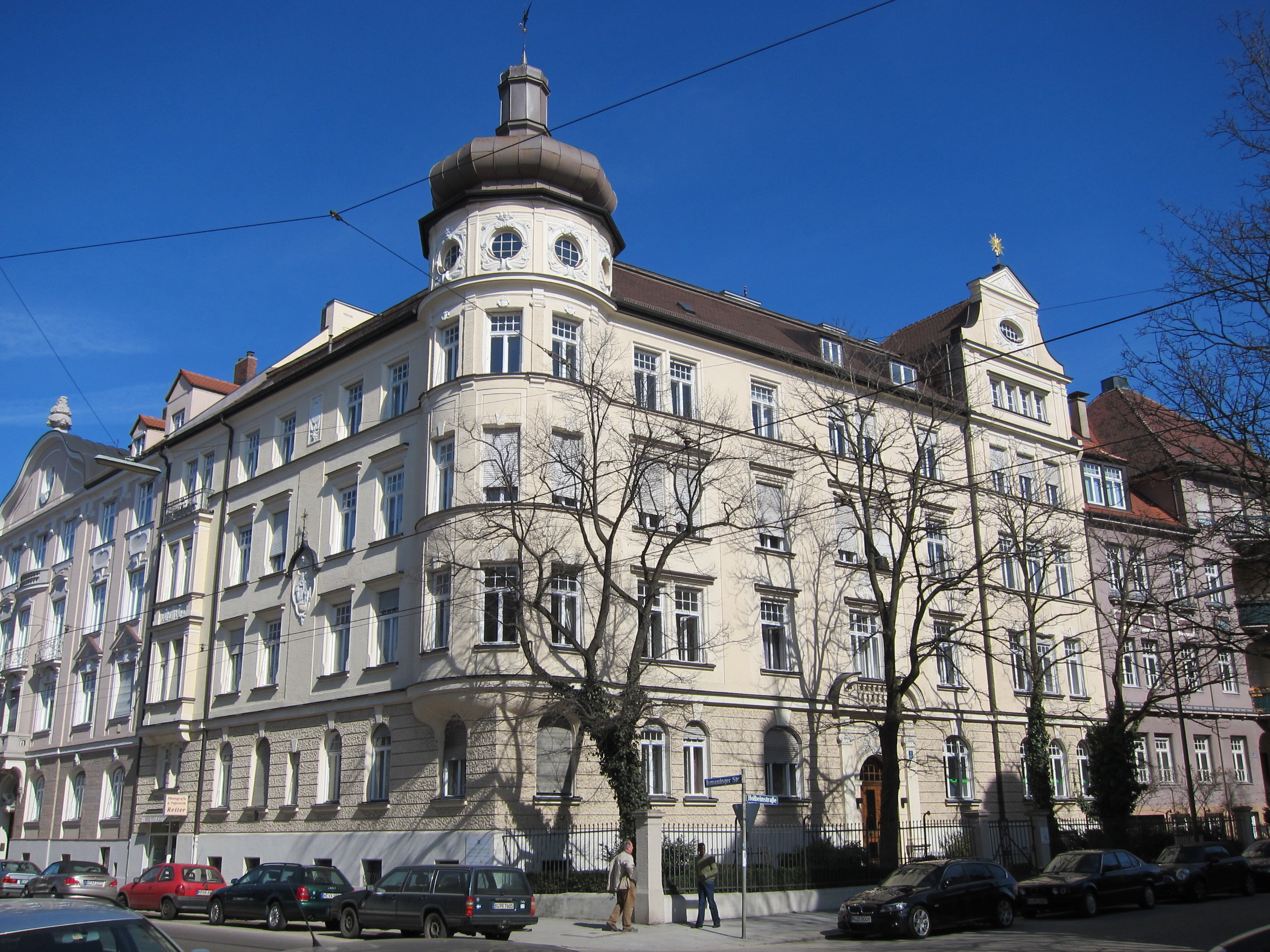
Haus Nr. 1
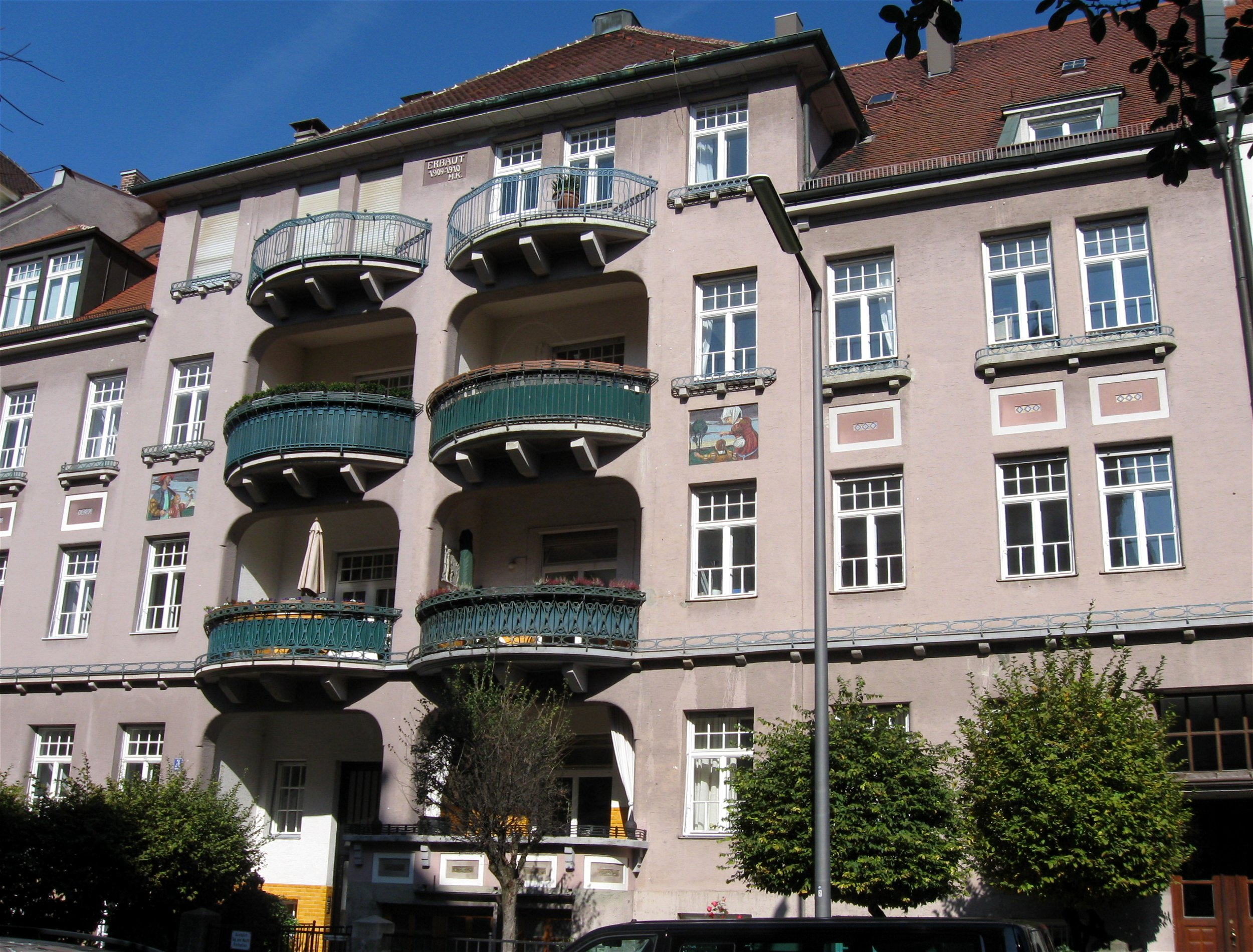
Haus Nr. 3
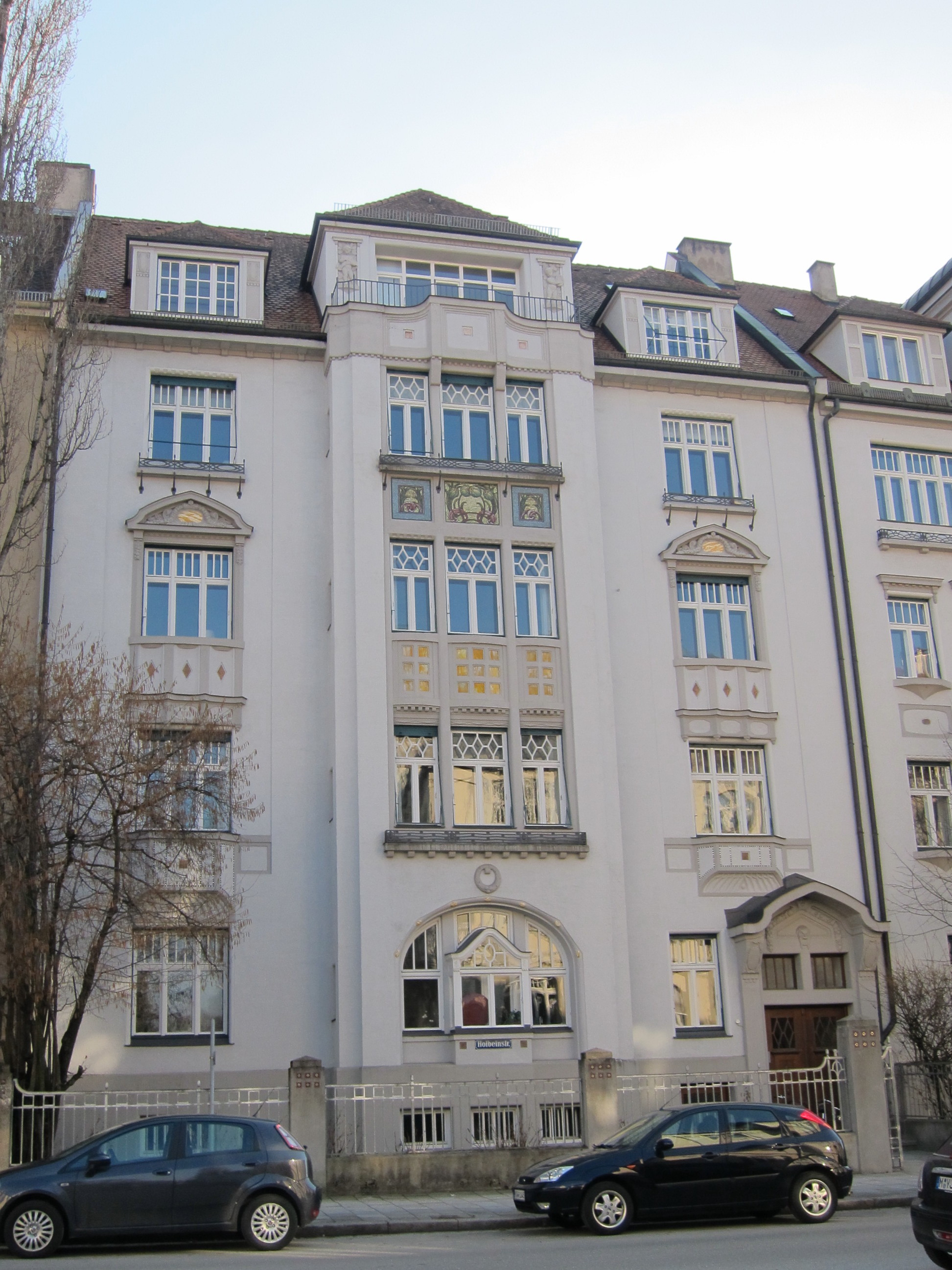
Haus Nr. 6
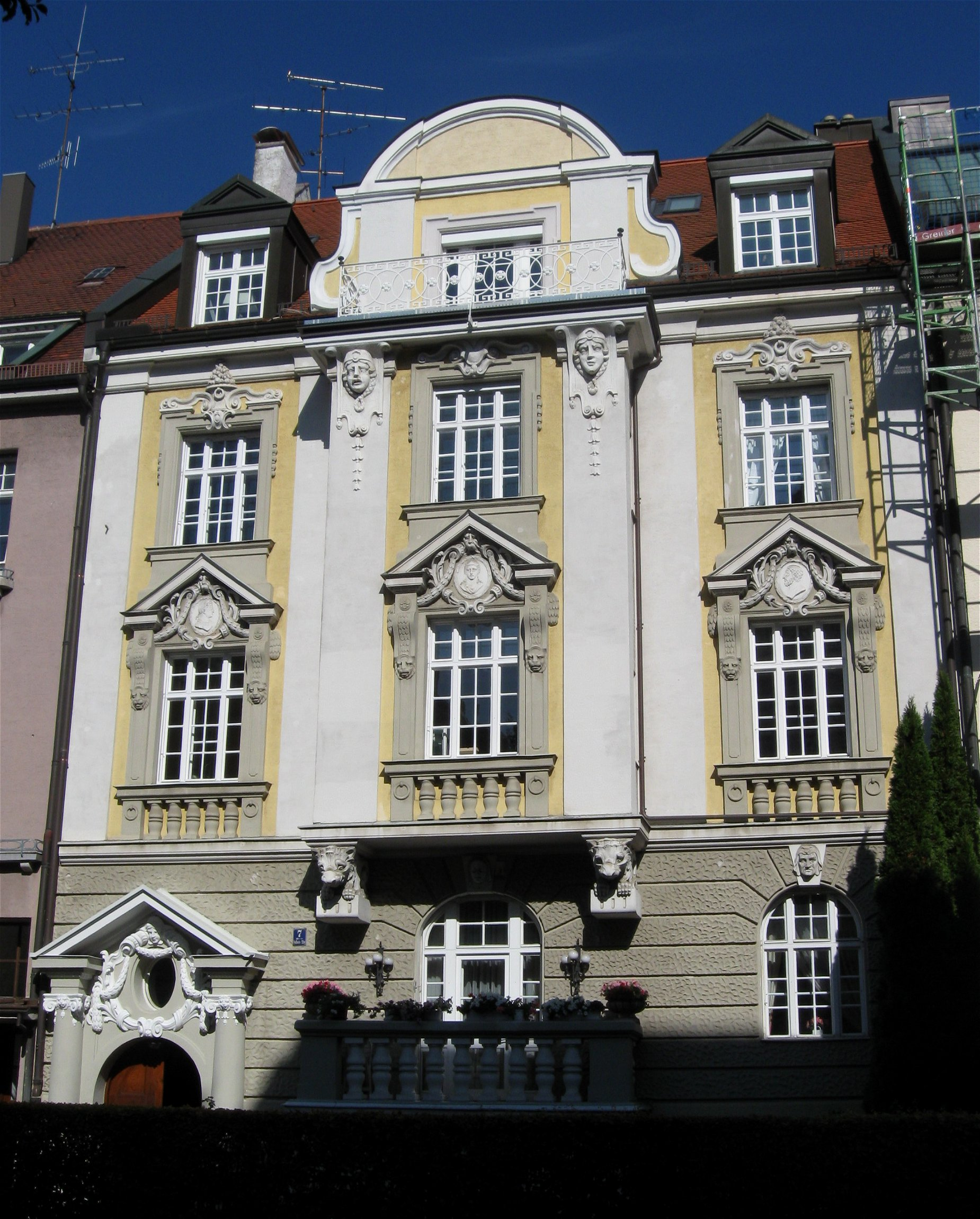
Haus Nr. 7
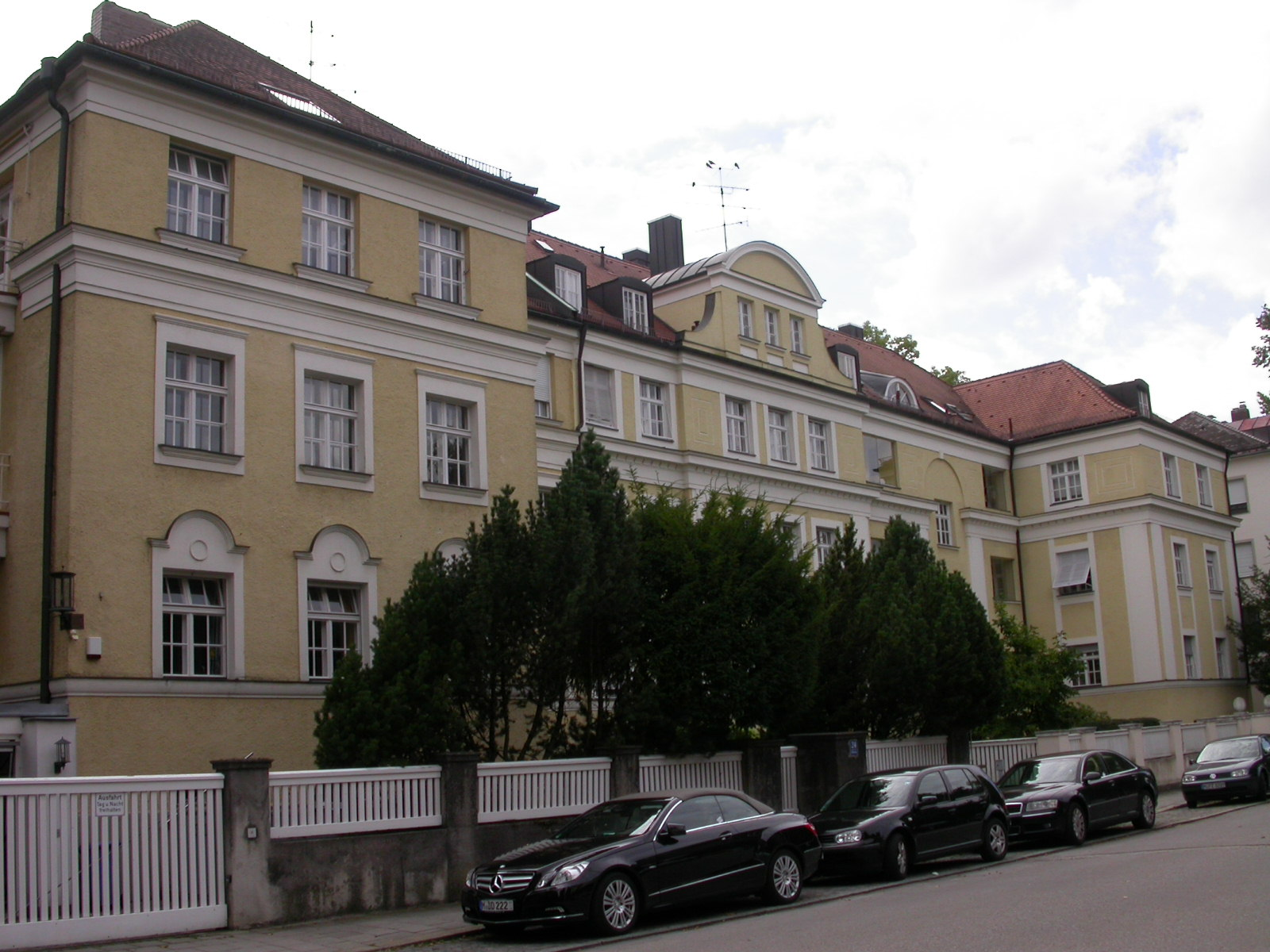
Doppelmietshaus Holbeinstraße 22/24